# Divorce (nouvelle)
Pour les articles homonymes, voir Divorce (homonymie).
 Divorce est une nouvelle de Guy de Maupassant, parue en 1888.

## Historique
Divorce est une nouvelle de Guy de Maupassant initialement publiée dans la revue Gil Blas du 21 février 1888, puis dans le recueil Le Rosier de Mme Husson en octobre 1888.

## Résumé
Un homme, dont l'identité n'est pas précisée, âgé de 37 ans, se rend chez maître Bontran, célèbre avocat parisien. Il déclare à l'avocat qu'il veut lancer une procédure de divorce.
Il explique à l'homme de loi que, travaillant à Rouen, il était tombé sur une annonce matrimoniale dans un journal local, ainsi rédigée : « Demoiselle jolie, bien élevée, comme il faut, épouserait homme honorable et lui apporterait deux millions cinq cent mille francs bien nets. Rien des agences. »
Après une longue réflexion l'homme avait pris la décision d'envoyer une lettre à l'intéressée, Mlle Chantefrise, afin de lui proposer une rencontre. Le repas au restaurant ayant eu lieu sous d'agréables auspices, elle lui avait révélé qu'elle était la fille d’une « grande dame séduite par un gentilhomme » et qu'elle avait été élevée chez des paysans. Ayant hérité de grosses sommes de son père et de sa mère, elle était riche à présent. Elle lui présente peu après ses titres de propriété et la preuve de ses rentes.
À la suite de cette rencontre très peu banale, ils s'étaient mariés. Six mois plus tard, l'époux avait soupçonné sa femme de lui cacher quelque chose et, à la suite d'une filature, avait fini par découvrir qu'elle avait déjà deux enfants. La discussion entre les deux conjoints fut brève et intense, finalement son épouse avait reconnu qu'elle avait eu quatre enfants de quatre conjoints différents. Les quatre hommes étaient « à l’origine de sa fortune » et c'est ainsi qu'elle avait amassé sa dot.
L'homme demande à l'avocat ce qu'il doit faire. Cyniquement, Maître Bontran lui conseille de reconnaître les enfants (et ainsi renoncer au divorce et conserver l'importante dot).

## Éditions
- 1888 -  Divorce, dans Gil Blas
- 1888 -  Divorce, dans Le Rosier de Mme Husson recueil paru en octobre 1888 chez l'éditeur Quantin.
- 1979 -  Divorce, dans Maupassant, Contes et Nouvelles, tome II, texte établi et annoté par Louis Forestier, éditions Gallimard, Bibliothèque de la Pléiade.

## Lire
- Lien vers la version de Divorce dans Le Rosier de Mme Husson,

## Autour de la nouvelle
La nouvelle est parue en 1888, quatre ans après la « loi Naquet » de 1884 autorisant le divorce pour faute.